# تئو فرسخورن
تئو فرسخورن (انگلیسی: Theo Verschueren؛ زادهٔ ۲۷ ژانویهٔ ۱۹۴۳) ورزشکار دوچرخه‌سواری پیست اهل بلژیک است.
وی در مسابقات کشوری و بین‌المللی در مجموع برندهٔ ۲ مدال طلا، ۳ مدال نقره شده‌است.